# Nowa Partia (Tajwan)
Nowa Partia (chiń. trad. 新黨; pinyin Xīn Dăng, dawniej Chińska Nowa Partia chiń. trad. 中華新黨; pinyin Zhōnghúa Xīn Dăng) – partia polityczna w Republice Chińskiej na Tajwanie, należąca do koalicji Niebieskich.
Założona w 1993 roku przez członków KMT, niezadowolonych z polityki ówczesnego przewodniczącego, Lee Teng-huia, kierującej się ku zwiększaniu niezależności Tajwanu od Chin i rezygnacji z polityki „jednych Chin”. Najsilniejszą częścią jej elektoratu byli młodzi, wykształceni waishengreni (potomkowie zwolenników KMT przybyłych na Tajwan w 1949 roku) z Tajpej. Drugim podstawowym hasłem wyborczym, używanym niemal we wszystkich kampaniach, była walka z korupcją.
W 1995 osiągnęła najlepszy w swej karierze wynik, zdobywając 13% miejsc w Yuanie Ustawodawczym (parlamencie). Po okresie wzrostu (1994-96) partia słabła, a równocześnie przesuwała się na pozycje coraz bardziej radykalnie prozjednoczeniowe. Popierany przez nią kandydat na prezydenta w 1996 zajął ostatnie, trzecie miejsce. W wyborach prezydenckich 2000 roku jej kandydatem był Li Ao, ale większość wyborców głosowała na Jamesa Soonga (do czego zachęcał sam Li, który ostatecznie uzyskał poniżej 1% głosów). Wyniki w wyborach parlamentarnych były równie słabe: w 2001 partia miała jedno miejsce w ówcześnie 225-osobowym parlamencie i jednego mera w wyborach prezydentów miast. Po wyborach dołączyła do stronnictwa Niebieskich. Głosy odebrała jej zarówno partia Najpierw Naród, jak i zwrot KMT ku bardziej prozjednoczeniowym pozycjom.
W 2001 jako pierwsza partia tajwańska prowadziła międzypartyjne rokowania z Komunistyczną Partią Chin. W kolejnych wyborach wystawiała swoich kandydatów wspólnie z KMT, by uniknąć dzielenia głosów. W wyborach z 2008, 2012 i 2016 nie zdobyła ani jednego mandatu w parlamencie.